# Брај ет Лу
Брај ет Лу (фр. Bray-et-Lû) је насељено место у Француској у региону Париски регион, у департману Долина Оазе.
По подацима из 2011. године у општини је живело 971 становника, а густина насељености је износила 261,73 становника/km².

## Демографија
| 1962. | 1968. | 1975. | 1982. | 1990. | 2011. |
| ----- | ----- | ----- | ----- | ----- | ----- |
| 525   | 589   | 613   | 521   | 713   | 971   |